# Xultún
Xultún é um grande sítio arqueológico maia do período clássico inicial. Está situado 40 km a nordeste de Tikal e 6 km a norte do sítio pré-clássico de San Bartolo, no norte da Guatemala. Teria abrigado uma população relativamente grande. 
Existem em Xultún uma pirâmide com 35 metros de altura, dois campos de jogo de bola, 24 estelas (a última das quais data de 899), várias praças e cinco reservatórios de água. 
Outros sítios arqueológicos vizinhos são Chaj K’e’k Cué, um local que se crê ter sido uma zona residencial da élite de Xultún e que contém um palácio com 8 metros de altura, Isla Oasis e Las Minas. Estes dois últimos locais têm grandes pedreiras de calcário.
Xultún é provavelmente o maior dos sítios arqueológicos maias, que já foram estudados. 

## História
O assentamento do sítio se deu na metade do período pré-clássico, por volta de 600 a.C. com seu auge entre os anos do período clássico, 250 d.C a 550 d.C. No período clássico tardio, entre os anos 550 d.C e 800 d.C, Xultún apresentou alianças políticas com Tikal, Los Alacranes, Caracol e Motul de San José. Continuou a construir monumentos e fazer manutenção dos reservatórios até o período clássico terminal, por volta de 1050 d.C.

## Características
O assentamento foi organizado em eixo norte-sul, formando três áreas. Duas áreas, que se localizam ao sul, são ligadas por calçadas paralelas e há a presença de templos, palácios, praças, quadras de bola e muitas estelas, e residências nas periferias. A terceira área, que está mais isolada ao norte, é onde se localiza a casa de vapor Los Sapos. A princípio, esta área era destinada a cerimônias, e com passar dos séculos, passou a ser uma área residencial multifuncional.
Los Sapos são as ruínas de uma casa de banho de vapor, com sua construção no período clássico primitivo, entre os anos de 250 d.C. Possui uma planta retangular e, na fachada norte, foi encontrado uma representação de uma divindade feminina anfíbia. A porta de acesso, que é baixa e estreita, está localizada entre as pernas desta figura da divindade, que foi retratada de cócoras. Durante as escavações, descobriram restos mortais de crianças, filhotes de animais, de pássaros, sapos e iguanas; também ferramentas de pedra e vasos de cerâmica. Todos os artefatos apresentavam danos causados pelo calor. Arqueólogos supõem que os maias colocavam as oferendas na casa de vapor e ateavam fogo. Nota-se que a casa de vapor foi enterrada, em ato cerimonial, por volta dos anos de 562 d.C e 651 d.C; e que depois de séculos voltou a ser reutilizada, pois os pesquisadores encontraram os restos mortais de um indivíduo adulto, com a ossada da parte inferior de seu corpo na parte interna da casa de vapor, com danos causados por calor.
Foi descoberto uma sala com painéis pintados, apresentando três das paredes (norte, leste e oeste) e os tetos bem preservados. As paredes medindo 2x2 metros e o teto abobadado, medindo 3 metros. A parede leste apresenta um painel pintado, representando uma série de pessoas sentadas, usando cocares e roupas pretas, com seus rostos voltados para a parede norte e com a legenda escrita sakuntaaj (obsidiana irmão mais velho); também apresenta 4 números longos, representando um ciclo que dura até 2,5 milhões de dias, e hieróglifos que mapeiam ciclos astronômicos: o de Marte, o de Vênus e eclipses lunares. Este calendário Maia é considerado o mais antigo, descoberto até o momento. Na parede norte, foi pintado dentro de um nicho, uma pessoa ajoelhada atrás de uma outra pessoa, que foi identificada como o governante de Xultún, usando uma elaborada vestimenta de penas azuis. Ainda na parede norte, fora do nicho, foi pintado uma pessoa com roupa laranja, segurando um estilete, com a mão estendida em direção ao governante, e com uma legenda escrita itz’intaaj (obsidiana irmão mais jovem). No teto inclinado, acima da parede norte, foi pintado duas pessoas com trajes militares.

## Escavações
O sítio foi descoberto por Aurelio Aguayo, em 1915. No ano de 1920, a Carnegie Institution of Washington (CIW) fez seu primeiro estudo das ruínas, durante a Expedição Centro-Americana. Nesse primeiro estudo, foram descobertos 17 estelas e foi feito um plano parcial deste grupo de estelas. Morley e Cuthe, estudiosos da expedição, nomearam o sítio de Xultun, que significa "pedra do fim", com referencia a uma data tardia inscrita em uma das estelas. Em um segundo estudo, encontraram mais 5 estelas e fizeram novas anotações e fotografias. Em abril de 1923, foi feito o último estudo através da Expedição Centro-Americana da Carnegie Institution of Washington (CIW), onde foram traçadas as coordenadas do sítio.
Entre os anos 1974 e 1975, Eric von Euw fez novos estudos no sítio, encontrando mais 3 estelas, duas quadras de bola e grandes estruturas. E foi identificado que o sítio estava sendo extensivamente saqueado.

Novas descobertas foram feitas em 2010, pelo aluno Maxwell Chamberlain, que trabalhava junto com o professor William Saturno da Universidade de Boston, quando foi observar um dos buracos feitos por saqueadores. Uma escavação foi feita, financiada pela National Geographic Society. A estrutura estava sob 1 metro de solo, o que ajudou a preserva-la. Foi descoberto uma sala com painéis pintados nas paredes internas.